# 水族館ガール
『水族館ガール』（すいぞくかんガール）は、木宮条太郎の日本の青春・恋愛小説シリーズ。第1作『アクアリウムにようこそ』が2011年3月に実業之日本社より刊行、『水族館ガール』と改題し2014年6月に実業之日本社文庫より文庫化された後、同文庫よりシリーズ化された。全9巻。市役所勤務から水族館イルカ課への出向を命じられたOLが、女子飼育員として失敗や挫折を繰り返しつつ動物たちと格闘する姿を描いた、青春お仕事ノベル。
ジュニア版が、実業之日本社ジュニア文庫より2016年6月に刊行されている。既刊2巻（2017年6月現在）。
2016年6月17日からNHK総合「ドラマ10」にて松岡茉優・桐谷健太ダブル主演でテレビドラマ化された。

## あらすじ
役所で働く由香は突然水族館への出向を言い渡される。その先で出会ったのは意地悪で毒舌だけれど動物には優しい梶良平だった。

## 登場人物
- 嶋 由香
- 梶 良平
- 兵藤（ヒョロ）
- 岩田
- 吉崎
- 今田修太
- 倉野
- 内海
- 磯川
- 沖田
- 奈良岡咲子
- 鬼塚（チーフ）
- 遊楽師匠（桂亭遊楽）
- 井達（イタチ）
- マイヤー博士
- 黒岩

## 書籍情報
- アクアリウムにようこそ（2011年3月17日、実業之日本社、ISBN 978-4-408-53585-2）全9巻
  - 水族館ガール（改題、2014年6月5日、実業之日本社文庫、ISBN 978-4-408-55176-0）
  - 水族館ガール（2016年6月30日、実業之日本社ジュニア文庫、ISBN 978-4-408-53687-3、絵・げみ）
- 水族館ガール2（2015年7月16日、実業之日本社文庫、ISBN 978-4-408-55240-8）
  - 水族館ガール2（2017年6月30日、実業之日本社ジュニア文庫、ISBN 978-4-408-53709-2、絵・げみ）
- 水族館ガール3（2016年6月30日、実業之日本社文庫、ISBN 978-4-408-55302-3）
- 水族館ガール4（2017年7月18日、実業之日本社文庫、ISBN 978-4-408-55369-6）
- 水族館ガール5（2018年7月13日、実業之日本社文庫、ISBN 978-4-408-55426-6）
- 水族館ガール6（2019年7月19日、実業之日本社文庫、ISBN 978-4-408-55487-7）
- 水族館ガール7（2020年7月17日、実業之日本社文庫、ISBN 978-4-408-55601-7）
- 水族館ガール8（2021年7月16日、実業之日本社文庫、ISBN 978-4-408-55674-1）
- 水族館ガール9（2022年7月21日、実業之日本社文庫、ISBN 978-4-408-55738-0）

### オーディオブック
第1巻の内容が、2020年8月5日よりaudiobook.jp（オトバンク）でデータ配信でオーディオブック化されている。朗読は大関英里が担当した。

## 漫画
木宮条太郎原作、天樹あおい作画により、2016年5月28日にリュエルコミックスより刊行された。（ISBN 978-4-408-41437-9）

## テレビドラマ
2016年6月17日から9月2日までNHK総合「ドラマ10」にて放送された。全7話。松岡茉優・桐谷健太ダブル主演作品。
松岡茉優は本作がNHKの連続ドラマ初主演となる。
第54回ギャラクシー賞（テレビ部門）奨励賞を受賞。

### キャスト

#### 主要人物
嶋 由香（しま ゆか）〈24〉
演 - 松岡茉優（幼少期 - 大友望愛）
大手商社『四つ星商事』勤務のOL。本社から系列の『はまかぜ水族館』への出向を命じられる。
梶 良平（かじ りょうへい）〈30〉
演 - 桐谷健太
海獣課のチーフ。由香の上司、後に恋人。
今田 修太（いまだ しゅうた）〈30〉
演 - 澤部佑
魚類課のチーフ。
磯川 陸（いそかわ りく）〈35〉
演 - 内田朝陽
海獣課の獣医兼トレーナー。
小柴 久美子（こしば くみこ）〈24〉
演 - 足立梨花
『四つ星商事』本社のOL。由香の高校時代からの友人。
矢神 拓也（やがみ たくや）〈26〉
演 - 西村元貴
『四つ星商事』本社の若手エリート。由香の元カレ。
森下 洋司（もりした ようじ）〈48〉
演 - 木下ほうか
『四つ星商事』本社の管理職。由香の元上司。
吉崎 一子（よしざき いちこ）〈42〉
演 - 西田尚美
海獣課スタッフ。主にペンギン担当。
嶋 晴彦（しま はるひこ）〈48〉
演 - 山西惇
由香の父。
嶋 香子（しま かおるこ）〈48〉
演 - 戸田恵子
由香の母。
コウさん/嶋 孝三郎（コウさん/しま こうざぶろう）〈69〉
演 - 木場勝己
謎の老人。→由香の祖父。海洋環境学の著名な研究者。
倉野 久幸（くらの ひさゆき）〈47〉
演 - 石丸幹二
水族館総務課長。
内海 良太郎（うちみ りょうたろう）〈69〉
演 - 伊東四朗
水族館長。

#### その他
多田 かなで（ただ かなで）
演 - 梶原ひかり
魚類課スタッフ。
塩田 舞美（しおた まみ）
演 - 今井れん
本社の後輩OL。合コン仲間。梶のファン。
秋津 亜里沙（あきつ ありさ）
演 - 秋月三佳
本社の後輩OL。合コン仲間。梶のファン。
植木 隆志（うえき りゅうじ）
演 - 水間ロン
魚類課スタッフ。
増渕 勝昭（ますぶち かつあき）
演 - 渡辺光
魚類課スタッフ。
後藤 喜代子（ごとう きよこ）
演 - 和田菜々
魚類課スタッフ。

#### ゲスト
ラブホテルのおばちゃん
演 - 角替和枝（第1回）
泥酔した由香を介抱した。
猪田 太一（いのた たいち）
演 - 六角精児（第2回、最終回）
設備会社の主任。水槽メンテナンス日程の事で今田たちと衝突する。
清宮夫人
演 - 杉田かおる（第3回、最終回<回想>）
地元名士の夫人。団体客を紹介するなど水族館の大切なサポーターなのだが、初対面時に由香が怒らせてしまう。
東郷 弥生（とうどう やよい）
演 - 酒井美紀（第4回、最終回）
磯川の恋人。
沢渡 夏子（さわたり なつこ）
演 - 中村アン（第4回（写真）、第5回、最終回<回想>）
カリフォルニアで活躍するイルカトレーナー兼イルカセラピスト。梶とは学生時代からの親友。
佐藤 壮真（さとう そうま）
演 - 佐藤汛（第5回、最終回<回想>）
故人。梶の親友で夏子の恋人。梶と二人でダイビング中に事故死。
ケンジの母・君子
演 - 村岡希美（第5回）
親子で水族館を訪れる客。夏子から、サンショウウオの水槽からなかなか離れない息子の好奇心を大切に育てるように諭される。
倉野 咲子（くらの さきこ）
演 - 須藤理彩（第6回、最終回）
倉野の妻。離婚の意思を固めており倉野に同意を迫っている。
倉野 初美（くらの はつみ）
演 - 北村優衣（第6回、最終回）
倉野の娘。
田所 章一（たどころ しょういち）
演 - 織本順吉（第6回、最終回<回想>）
田所 厚子（たどころ あつこ）
演 - 富田恵子（第6回、最終回<回想>）
以上の二人は水族館の常連客夫婦。由香にラバースベンチの想い出を語る。
貴恵（たかえ）
演 - 片岡富枝（第6回）
正造（しょうぞう）
演 - ビートきよし（第6回）
以上の二人は由香を幼少期から知る夫婦。由香の実家・嶋材木店付近の自治会に所属しており、帰省の歓迎会を開こうとする。ラバースベンチ用に畑から生花を提供。
大原（おおはら）
演 - 小沢仁志（第6回）
喜多見（きたみ）
演 - 小沢和義（第6回）
エリナ
演 - 吉田桃華（第6回）
以上は水族館で何度も狼藉を働いた招かれざる客の一行。
猪田 七海（いのた ななみ）
演 - 八木優希（最終回）
猪田の姪。自動車事故により全盲となった。
弥生の父
演 - 井上肇（最終回）
医師。娘の説得が実り、嬉しい許しと共に新作ライブに来場。
赤木 伸作（あかぎ しんさく）
演 - 堀内正美（最終回）
本社常務。水族館閉館を強力に推進。
越川 耕哉（こしかわ こうや）
演 - 名高達男（最終回）
本社専務。本社会議に水族館閉館を上程。

### スタッフ
- 原作 - 木宮条太郎
- 脚本 - 荒井修子
- 音楽 - 千住明
- 主題歌 - いきものがかり「夢題〜遠くへ〜」
- 制作統括 - 篠原圭（NHK）、黒沢淳（テレパック）
- プロデューサー - 金澤友也
- 演出 - 谷口正晃、山内宗信、東田陽介
- 撮影協力 - しながわ水族館、サンシャイン水族館
- 水族館考証 - 中村元
- 取材協力 - 品川区
- 制作・著作 - NHK、テレパック

### 放送日程
| 各話   | 放送日  | サブタイトル                | 演出     | 備考         |
| ------ | ------- | --------------------------- | -------- | ------------ |
| 第1回  | 6月17日 | 世界一の水族館              | 谷口正晃 |              |
| 第2回  | 6月24日 | 調餌千本ノック              | 谷口正晃 |              |
| 第3回  | 7月08日 | 潜水士（ダイバー）デビュー! | 山内宗信 |              |
| 第4回  | 7月15日 | 生命（いのち）              | 谷口正晃 |              |
| 第5回  | 7月29日 | ライバルはシャチガール      | 山内宗信 |              |
| 第6回  | 8月26日 | 恋の水族館                  | 東田陽介 | 74分・拡大版 |
| 最終回 | 9月02日 | 旅立ち                      | 山内宗信 | 74分・拡大版 |

当初は7月29日までで最終回とする予定だったが、下記の事情により放送が延期・休止された。
- 7月1日は参議院議員通常選挙政見放送により休止。
- 7月22日は2016年東京都知事選挙政見放送により休止。[9]
- 8月5日は夏季特集番組放送のため休止。
- 8月12・19日はリオデジャネイロオリンピック実況中継のため休止。

### 受賞
- 第54回ギャラクシー賞（テレビ部門）奨励賞[8]

### 関連商品

#### CD
- 千住明『NHKドラマ10「水族館ガール」オリジナルサウンドトラック』（2016年7月22日、Ax Vox Record、ASCD-0007）

| NHK総合 ドラマ10                                 | NHK総合 ドラマ10                      | NHK総合 ドラマ10                          |
| 前番組                                           | 番組名                                | 次番組                                    |
| ------------------------------------------------ | ------------------------------------- | ----------------------------------------- |
| コントレール〜罪と恋〜 （2016.4.15 - 2016.6.10） | 水族館ガール （2016.6.17 - 2016.9.2） | 運命に、似た恋 （2016.9.23 - 2016.11.11） |